# フルーティーのミックスジュースR
『フルーティーのミックスジュースR』（フルーティーのミックスジュースアール）は、2016年7月11日から2020年12月28日までエフエム北海道（AIR-G'）で放送していたラジオ番組。放送時間は毎週月曜 25:00 - 25:30 （日本標準時）。
2021年からは後継番組として、ライブプロ所属タレントが週替わりでパーソナリティーとして出演する「わくわくLPランド」が開始。